# 熊本県道345号西片新八代停車場線
熊本県道345号西片新八代停車場線（くまもとけんどう345ごう にしかたしんやつしろていしゃじょうせん）は、熊本県八代市を通る一般県道である。

## 概要

### 路線データ
- 起点：熊本県八代市西片町（熊本県道336号八代港線交点）
- 終点：熊本県八代市上日置町（九州新幹線・鹿児島本線 新八代駅前、熊本県道346号新八代停車場線起点）

## 路線状況

### 重複区間
- 熊本県道346号新八代停車場線（八代市上日置町）

## 地理

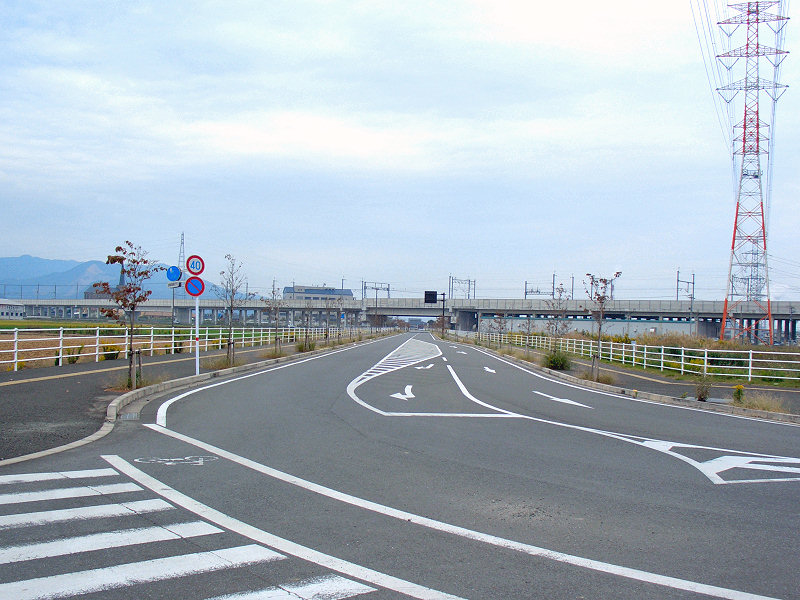
終点付近の様子

### 通過する自治体
- 八代市

### 交差する道路
| 交差する道路                             | 交差する場所 | 交差する場所                             |
| ---------------------------------------- | ------------ | ---------------------------------------- |
| 熊本県道336号八代港線                    | 西片町       | 起点                                     |
| 熊本県道346号新八代停車場線 重複区間起点 | 上日置町     |                                          |
| 熊本県道346号新八代停車場線 重複区間終点 | 上日置町     | 九州新幹線・鹿児島本線 新八代駅前 / 終点 |

### 交差する鉄道
- 九州新幹線

### 沿線
- 九州新幹線・JR九州鹿児島本線 新八代駅